# Muerte suspendida
Muerte suspendida é um filme de ação e suspense venezuelano de 2015 dirigido por Óscar Rivas Gamboa.

## Sinopse
Bernardino Correia, um proprietário português de vários postos de gasolina, é sequestrado por três indivíduos enviados por Orozco, um chefe colombiano ambicioso e cruel.

## Produção
O investigador criminal Óscar Pérez abordou o diretor Óscar Rivas sobre a criação de um filme para melhorar os valores entre as agências policiais da Venezuela. Pérez afirmou que aceitou o cargo porque acreditava na justiça para a Venezuela e que queria que “as pessoas se apaixonassem pelo trabalho policial na Venezuela e se sentissem orgulhosas”.

## Recepção
Em 13 de novembro de 2015, Muerte suspendida foi lançado nos cinemas venezuelanos, tendo Pérez como protagonista, o agente do CICPC Efraín Robles, ao mesmo tempo em que coproduziu o filme com informações e equipamentos fornecidos pelo CICPC. Depois que Muerte suspendida se tornou o segundo filme com a maior bilheteria da Venezuela em 2015, um segundo filme seria criado, embora não houvesse recursos suficientes no país.